# Simon Olsen (grønlandsk politiker)
Simon Sakarias Elias Olsen, kaldet Aqqalu (født 5. april 1938 i Sisimiut, død 8. juni 2013) var en grønlandsk fabrikssleder og politiker. Han var den første grønlandske fabriksleder i Grønland. Simon Olsen var medlem af Landstinget for Siumut fra 1999 til 2005 og minister fra 1999 til 2001 og igen fra 2002 til 2004.

## Erhverv
Simon Olsen var uddannet på flere fabrikker i Danmark fra 1959. Fra 1967 arbejdede han på fabrikker i Maniitsoq og Sisimiut. I 1977 blev han udnævnt til den første grønlandske fabriksleder, da han overtog ledelsen af Den Kongelige Grønlandske Handels (KGH) fabrik i Sisimiut Fabrikken kom senere under Royal Greenland.

## Politisk karriere
Simon Olsen stillede op som første stedfortræder for Moses Olsen i Midtkredsen ved landstingsvalget i 1987. Han stillede selv op for første gang ved valget i 1991, men blev ikke valgt. I 1991 blev han medlem af kommunalbestyrelsen i Sisimiut Kommune som suppleant og blev borgmester i kommunen i 1993. Han blev igen ikke valgt ved landstingsvalget i 1995. I 1999 overlod han borgmesterposten til Hermann Berthelsen, efter at han var valgt til Landstinget ved landstingsvalget i 1999 og efterfølgende udnævnt til erhvervsminister (som på det tidspunkt inkluderede fiskeri og fangst) i Regeringen Motzfeldt VII. I september 2001 måtte han dog vige pladsen for den nyvalgte partiformand Hans Enoksen. Han blev genvalgt til Landstinget ved valget i 2002 og efterfølgende udnævnt til minister for fiskeri, fangst og landbrug i Regeringen Enoksen I i december 2002. Efter en måned brød regeringen sammen, men Simon Olsen fik lov til at beholde sit ministerium i Regeringen Enoksen II. I september 2003 blev også denne regering opløst, og Simon Olsen blev udnævnt til minister for fiskeri og fangst i regeringen Enoksen III. Efter stærk kritik trådte han tilbage i november 2004, fordi han ikke havde inddrevet lån. Ved landstingsvalget i 2005 blev han kun stedfortræder nummer ti for Siumut, men han var i stand til at blive suppleant i tre uger i efteråret 2007. Derefter sluttede han sin politiske karriere.
Fra januar 2006 til august 2009 var han bestyrelsesformand for KNI.

## Familie
Simon Olsen var søn af bødker Stephen Hendrik Kristen Olsen (1910-?) og hans kone Ane Sofia Flavia Apollonia Olsen (1913-?). På sin fars side var han barnebarn af landsrådsmedlem Frederik Olsen (de) (1882-1969). Han var gift med Arnajaraq Poulsen.

## Død og eftermæle
Simon Olsen døde i 2013 i en alder af 75 år. I 2020 udkom biografien Nipputtartulersuiinnarluta sulissanngilagut ("Vi vil ikke arbejde ved bare at dele klistermærker ud") om Simon Olsen, skrevet af Juaaka Lyberth.